# Gouzi Hu
Gouzi Hu är en sjö i Kina. Den ligger i provinsen Jiangxi, i den sydöstra delen av landet, omkring 88 kilometer öster om provinshuvudstaden Nanchang. Gouzi Hu ligger 13 meter över havet. Trakten runt Gouzi Hu består till största delen av jordbruksmark.
Genomsnittlig årsnederbörd är 2 308 millimeter. Den regnigaste månaden är juni, med i genomsnitt 395 mm nederbörd, och den torraste är oktober, med 33 mm nederbörd.